# La Chapelotte
 La Chapelotte  es una población y comuna francesa, situada en la región de  Centro, departamento de Cher, en el distrito de Bourges y cantón de Henrichemont.

## Demografía
| 293 | 240 | 204 | 180 | 167 | 181 |
| Para los censos de 1962 a 1999 la población legal corresponde a la población sin duplicidades (Fuente: INSEE [Consultar]) |     |     |     |     |     |